# 제10회 이주민 영화제
제10회 이주민 영화제는 2016년 10월 28일에 열린 시상식이다.

## 수상 및 후보

### 공모작
- 날고 싶어 - 산타모니카
- 별헤는 밤 - 최아람
- 목따르마마 - 로빈 쉬엑 외 1명

### 미디어교육
- 거짓말 - 와르토
- 엄마 보고 싶어 - 나빌
- OK 즐거운 삶 - 최길성

### 상영작
- 울보 권투부 - 이일하
- 아프리칸 닥터 - 줄리앙 람발디
- 옥상 위에 버마 - 오현진 외 1명
- 라디오 드림즈 - 바박 잘라리
- 마담 B - 윤재호
- 하늘색 심포니 - 박영이